# 더치 오븐

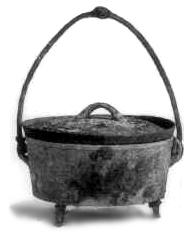
미국의 더치 오븐 (1896년)

더치 오븐(Dutch oven)은 냄비의 일종으로, 주로 철로 두껍게 주조되며 뚜껑과 냄비 사이에 틈이 거의 없는 특징을 갖는다. 더치 오븐은 찜, 스튜 등 조리에 오랜 시간이 걸리는 요리를 하는 데에 적합하다. 야외에서 이용될 때에는 재료를 고르게 익히기 위해 석탄 등의 열원을 뚜껑 위에 올려놓기도 한다.